# Палакоргская ГЭС
Палакоргская гидроэлектроста́нция (в некоторых источниках — Палокоргская ГЭС) — ГЭС на реке Нижний Выг в Карелии. Входит в Выгский каскад ГЭС.

## Общие сведения
Строительство ГЭС началось в 1963, закончилось в 1967.
ГЭС использует напорные сооружения Беломорско-Балтийского канала.
Состав сооружений ГЭС:
- насыпная плотина длиной 520 м и наибольшей высотой 18,4 м;
- бетонная водосбросная плотина Беломорско-Балтийского канала длиной 137,4 м;
- 6 насыпных дамб общей длиной 5,12 км;
- подводящий канал длиной 223,5 м;
- здание ГЭС совмещенного типа длиной 80 м;
- отводящий канал длиной 162 м;
- однониточный однокамерный шлюз Беломорско-Балтийского канала.

Мощность ГЭС — 30 МВт, среднегодовая выработка — 165 млн кВт·ч. В здании ГЭС установлено 3 поворотно-лопастных гидроагрегата мощностью по 10 МВт, работающих при расчетном напоре 8 м.
Напорные сооружения ГЭС (длина напорного фронта 5,86 км) образуют Палакоргское водохранилище площадью 85 км², полной и полезной ёмкостью 299 и 74 млн м³.
ГЭС спроектирована институтом «Ленгидропроект».
Палакоргская ГЭС входит в состав ПАО «ТГК-1».